# Beatriz Merino

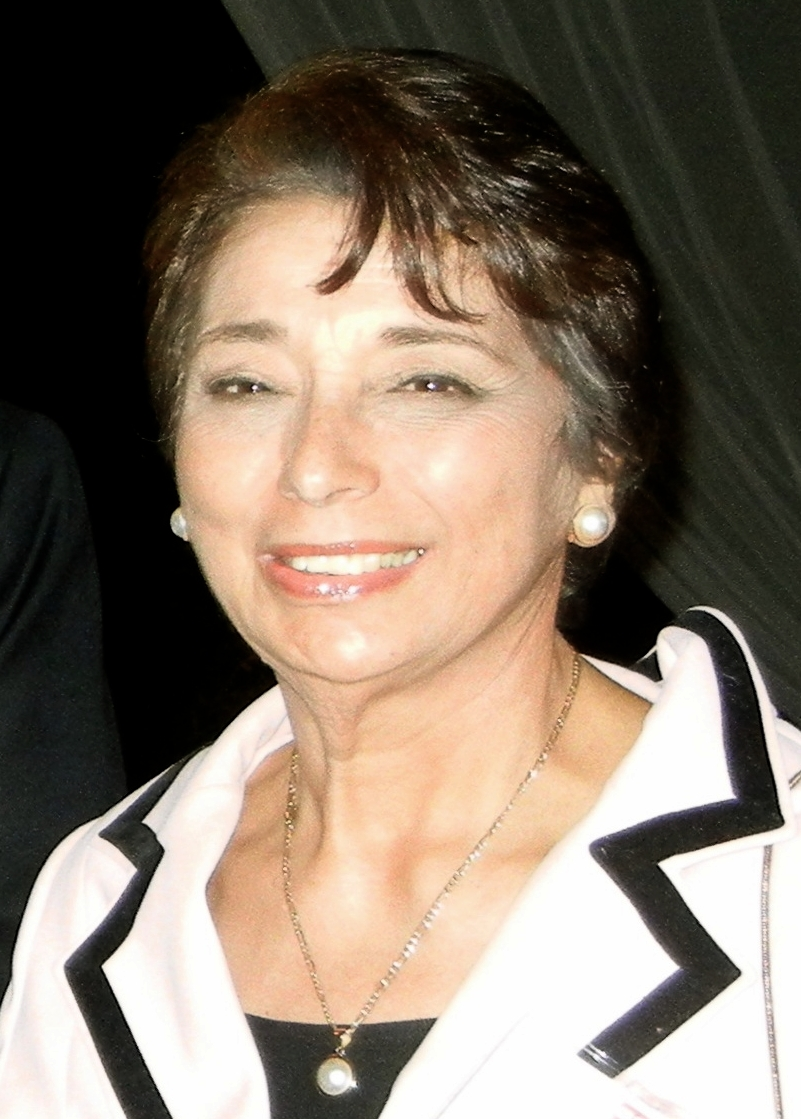
Beatriz Merino (2011)

Martha Beatriz Merino Lucero (* 15. November 1947 in Lima, Peru) ist eine peruanische Politikerin. 2003 war sie für ein knappes halbes Jahr die erste Premierministerin des Landes.

## Leben
Beatriz Merino studierte in Harvard und London Rechtswissenschaft. Von 1990 bis 1992 war sie Senatorin und von 1995 bis 2000 Kongressabgeordnete. Vom 23. Juni bis zum 12. Dezember 2003 war sie Premierministerin und wurde von Präsident Alejandro Toledo entlassen, nachdem Gerüchte laut wurden, sie sei lesbisch.
Merino hat sich im Laufe ihrer beruflichen und politischen Karriere vor allem für Frauenrechte eingesetzt, u. a. im Council of Women World Leaders, bei der Business Women’s Initiative against HIV/AIDS und als Vorstandsmitglied im International Women’s Forum (IWF).
Bis 2011 arbeitete Beatriz Merino als so genannte „Volksanwältin“ (Defensora del Pueblo) in Peru, dann bis Anfang 2012 als Präsidentin des Dachverbandes peruanischer Rentenfonds.

## Werke
- Peruvian Women in the XX. Century Legislation.
- Marriage and Rape: Debate of Article 178 of the Peruvian Criminal Code.